# بحر الجواهر
بحر الجواهر في تحقيق المصطلحات الطبية من العربية واللاطينية واليونانية كتاب في الطب للهروي ألفه عام 924 هـ 1518م.